# Velvet Goldmine
Pour la chanson de David Bowie, voir Velvet Goldmine (chanson).
Pour plus de détails, voir Fiche technique et Distribution.
Velvet Goldmine est un film américano-britannique réalisé par Todd Haynes, sorti en 1998.

## Synopsis
L'action se déroule en Grande-Bretagne, à la grande époque du glam rock, au début des années 1970. Le personnage principal, Brian Slade, est une pop star largement inspirée de David Bowie et son personnage de Ziggy Stardust, et dans une moindre mesure de Marc Bolan. Le personnage de Curt Wild est inspiré d'Iggy Pop et Lou Reed. Le titre du film est d'ailleurs tiré d'une chanson éponyme de Bowie.
Le film retrace le parcours d'une star du glam-rock, incarnée par Jonathan Rhys-Meyers, et de la révolution aussi bien musicale que sexuelle qu'il a voulu déclencher dans l'univers musical des années 1970.
Dix ans après la disparition de Brian Slade à la suite d'un attentat, un journaliste ancien fan du chanteur (Christian Bale) est chargé de découvrir ce qu'il en reste. Son enquête est prétexte à de nombreux flashbacks, peuplés de figures réelles ou de fiction (Brian Molko, Bryan Ferry, Curt Wild).

## Fiche technique
- Titre : Velvet Goldmine
- Réalisation : Todd Haynes
- Scénario : Todd Haynes et James Lyons
- Photographie : Maryse Alberti
- Montage : James Lyons
- Musique : Carter Burwell, Craig Wedren
- Décors : Christopher Hobbs
- Costumes : Sandy Powell
- Direction artistique : Andrew Munro
- Casting : Susie Figgis
- Productrice : Christine Vachon
- Sociétés de production : Channel Four Films, Goldwyn Films, Killer Films, Miramax, Newmarket Capital Group, Single Cell Pictures, Zenith Entertainment
- Sociétés de distribution : Miramax (États-Unis), ARP Sélection (France)
- Pays d'origine :  Royaume-Uni |  États-Unis
- Format : Couleurs - 1,85:1 - Dolby Digital - 35 mm
- Genre : Film dramatique, Film musical
- Durée : 124 minutes
- Dates de sortie : 
  -  France : 22 mai 1998 (Festival de Cannes 1998) / 9 décembre 1999 (sortie nationale)
  -  Royaume-Uni : 16 août 1998 (Festival international du film d'Édimbourg) / 23 octobre 1998 (sortie nationale)
  -  États-Unis : 1er octobre 1998 (Festival du film de New York) / 26 octobre 1998 (New York, première) / 5 novembre 1998 (Los Angeles, première)
  -  Belgique	: 13 janvier 1999
  -  Italie	: 29 janvier 1999

## Distribution
- Ewan McGregor (V. F. : Paolo Domingo) : Curt Wild
- Jonathan Rhys Meyers (V. F. : Mathias Kozlowski) : Brian Slade
- Christian Bale (V. F. : Stéphane Marais) : Arthur Stuart
- Toni Collette : Mandy Slade
- Micko Westmoreland : Jack Fairy
- Eddie Izzard (V. F. : Patrice Baudrier) : Jerry Devine
- Joseph Beattie : Cooper
- Emily Woof : Shannon
- Michael Feast : Cecil
- Janet McTeer (V. F. : Tania Torrens) : narratrice
- Brian Molko : Malcolm (Flaming Creatures)
- Steve Hewitt : Billy (Flaming Creatures)
- Ritz : Lead Guitar (Polly Small's Band)
- Stefan Olsdal : Bass Guitar (Polly Small's Band)
- Damian Suchet (V. F. : Frédéric Cerdal) : BBC Reporter
- Don Fellows : Lou

## Analyse
Velvet Goldmine met en scène des personnages de fiction, mais ces personnages ont été créés en s'inspirant de célébrités ayant réellement existé comme les chanteurs David Bowie et Iggy Pop par exemple. La narration s'inspire du film d'Orson Welles', Citizen Kane, sous la forme du reportage pour résoudre le mystère de Slade, avec des flashbacks.

## Distinctions

### Récompenses
- Festival de Cannes 1998 : Prix de la meilleure contribution artistique au Festival International du Film